# Stockegöl (Högsby socken, Småland)
Stockegöl är en sjö i Högsby kommun i Småland och ingår i Alsteråns huvudavrinningsområde.